# Pedaria fernandezi
Pedaria fernandezi är en skalbaggsart som beskrevs av Yves Cambefort 1982. Pedaria fernandezi ingår i släktet Pedaria och familjen bladhorningar. Inga underarter finns listade i Catalogue of Life.